# Wargentin (cráter)

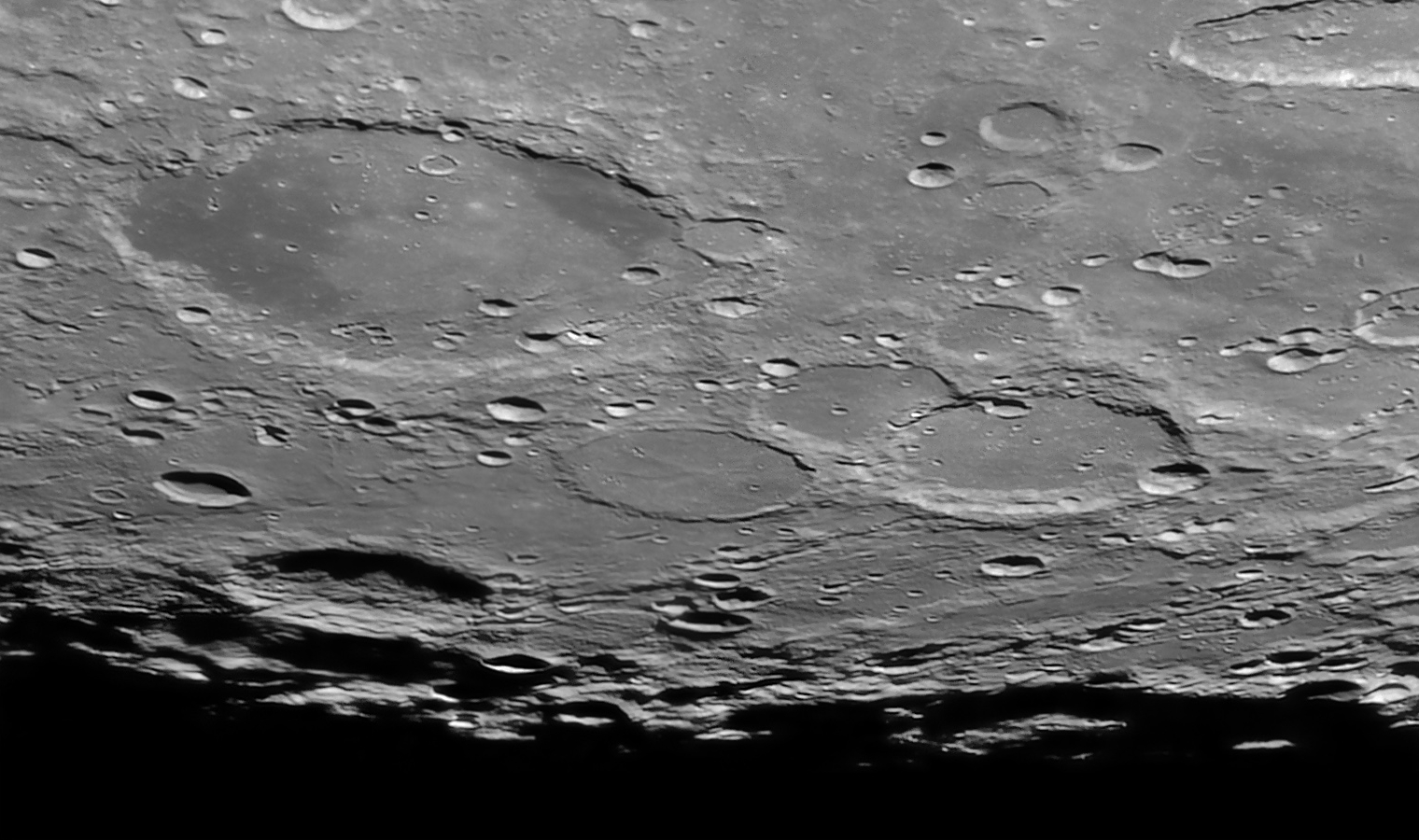
Vista desde la Tierra de Nasmyth, Phocylides, y Wargentin a la derecha y Schickard arriba a la izquierda.

Wargentin es un inusual cráter de impacto situado en el extremo sudoeste de la cara visible de la Luna, relleno de lava a un nivel superior al del de la planicie circundante. Tiene casi 85 km de diámetro y es prácticamente circular, pero por efecto de la perspectiva ofrece un aspecto ovalado visto desde la Tierra. Está en contacto en el sureste con un cráter más pequeño, Nasmyth y superpuesto a él, el cráter Phocylides. Hacia el norte se encuentra uno de los mayores cráteres lunares, Schickard, con 230 km de diámetro.
El cráter se encuentra relleno de lava oscura hasta arriba, formándose así una meseta circular de 300 m de altitud, siendo uno de los pocos cráteres de la Luna cuyo suelo se ha inundado por encima de la planicie circundante. En el noroeste del cráter, en su borde más bajo, la lava se ha vertido hasta el exterior. En el suelo se encuentran una serie de crestas arrugadas, probablemente debidas a la compresión de la lava durante los últimos estadios de enfriamiento.
Su nombre procede del astrónomo sueco Pehr Wilhelm Wargentin (1717-1783).

## Cráteres satélite
Por convención estos elementos son identificados en los mapas lunares poniendo la letra en el lado del punto medio del cráter que está más cercano a Wargentin.
|           | \| Wargentin \| Coordenadas \| Diámetro \| \| --------- \| ------------------------------ \| -------- \| \| A \| 47°06′S 59°06′O / -47.1, -59.1 \| 21 km \| \| B \| 51°24′S 67°36′O / -51.4, -67.6 \| 18 km \| \| C \| 47°24′S 61°12′O / -47.4, -61.2 \| 12 km \| \| D \| 51°00′S 65°06′O / -51.0, -65.1 \| 16 km \| \| E \| 50°54′S 66°54′O / -50.9, -66.9 \| 16 km \| \| F \| 51°30′S 66°06′O / -51.5, -66.1 \| 20 km \| \| H \| 47°24′S 60°06′O / -47.4, -60.1 \| 9 km \| \| K \| 48°18′S 57°48′O / -48.3, -57.8 \| 7 km \| \| L \| 48°06′S 58°12′O / -48.1, -58.2 \| 11 km \| \| M \| 48°06′S 58°54′O / -48.1, -58.9 \| 7 km \| \| P \| 48°42′S 56°36′O / -48.7, -56.6 \| 9 km \| |          |
| Wargentin | Coordenadas | Diámetro |
| A         | 47°06′S 59°06′O / -47.1, -59.1 | 21 km    |
| B         | 51°24′S 67°36′O / -51.4, -67.6 | 18 km    |
| C         | 47°24′S 61°12′O / -47.4, -61.2 | 12 km    |
| D         | 51°00′S 65°06′O / -51.0, -65.1 | 16 km    |
| E         | 50°54′S 66°54′O / -50.9, -66.9 | 16 km    |
| F         | 51°30′S 66°06′O / -51.5, -66.1 | 20 km    |
| H         | 47°24′S 60°06′O / -47.4, -60.1 | 9 km     |
| K         | 48°18′S 57°48′O / -48.3, -57.8 | 7 km     |
| L         | 48°06′S 58°12′O / -48.1, -58.2 | 11 km    |
| M         | 48°06′S 58°54′O / -48.1, -58.9 | 7 km     |
| P         | 48°42′S 56°36′O / -48.7, -56.6 | 9 km     |

## Referencias

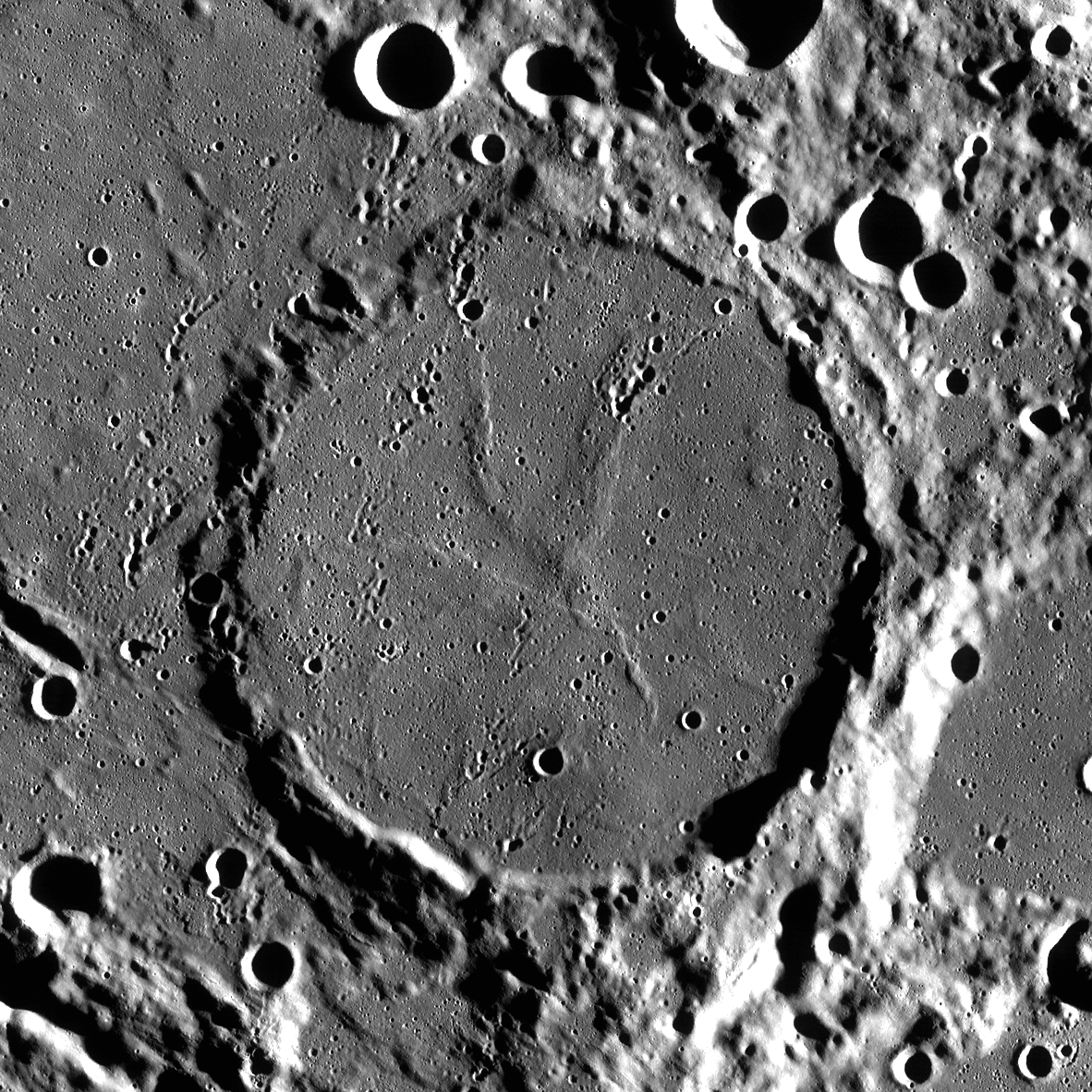
Fotografía de la misión Lunar Reconnaissance Orbiter